# Estoril Open 2009
Die Estoril Open 2009 waren ein Tennisturnier der WTA Tour 2009 für Damen und ein Tennisturnier der ATP World Tour 2009 für Herren in Oeiras und fanden zeitgleich vom 4. bis 10. Mai 2009 statt. Es handelte sich um die 20. Auflage des Tennis-Sandplatzturniers im portugiesischen Oeiras.
Titelverteidiger im Einzel war Roger Federer bei den Herren sowie Marija Kirilenko bei den Damen. Im Herrendoppel waren die Paarung Jeff Coetzee und Wesley Moodie, im Damendoppel die Paarung Marija Kirilenko und Flavia Pennetta die Titelverteidiger.

## Herrenturnier
→ Qualifikation: Estoril Open 2009/Herren/Qualifikation

## Damenturnier
→ Qualifikation: Estoril Open 2009/Damen/Qualifikation